# 整備補給群 (第5航空団)
第5航空団整備補給群（だい5こうくうだんせいびほきゅうぐん）は、新田原基地に所在する第5航空団隷下の部隊である。

## 概要
新田原基地に所在する航空機部隊（第5航空団飛行群・飛行教育航空隊）に所属する航空機や車両などの点検整備業務および同業務で使用する物品の補給・保管等を任務とする。

## 部隊編成
- 群本部
- 検査隊
- 装備隊
- 修理隊
- 車両器材隊
- 補給隊

## 主要幹部
| 官職名                  | 階級    | 氏名       | 補職発令日     | 前職                                      |
| ----------------------- | ------- | ---------- | -------------- | ----------------------------------------- |
| 第5航空団整備補給群司令 | 1等空佐 | 松葉佐欣史 | 2017年05月01日 | 航空幕僚監部人事教育部人事計画課 制度班長 |

| 代 | 氏名       | 在職期間                        | 前職                                            | 後職                                                                              |
| -- | ---------- | ------------------------------- | ----------------------------------------------- | --------------------------------------------------------------------------------- |
|    | 鈴木一     | 0000年00月00日 - 1965年02月15日 |                                                 | 第7航空団整備補給群司令                                                           |
|    | 木本太助   | 1965年02月16日 - 1966年07月15日 | 第5航空団司令部装備部長                         | 航空幕僚監部付                                                                    |
|    | 岡本正康   | 0000年00月00日 - 1968年02月15日 |                                                 | 西部航空方面隊司令部装備部長                                                      |
|    | 荒武末良   | 0000年00月00日 - 1970年07月15日 |                                                 | 航空自衛隊第1術科学校第2教育部長                                                  |
|    | 川口豊     | 0000年00月00日 - 1971年08月01日 |                                                 | 航空幕僚監部人事教育部付                                                          |
|    | 菅義雄     | 1971年08月02日 - 1973年02月15日 | 航空幕僚監部人事教育部人事課勤務                | 統合幕僚会議事務局第5幕僚室勤務                                                   |
|    | 松木眞一   | 0000年00月00日 - 1974年09月30日 |                                                 | 航空自衛隊第1術科学校整備部長                                                     |
|    | 森田佳宏   | 0000年00月00日 - 1977年10月31日 |                                                 | 航空自衛隊第1術科学校第2教育部長                                                  |
|    | 石井澄彦   | 0000年00月00日 - 1979年10月31日 |                                                 | 航空自衛隊第2補給処資材計画部長                                                   |
|    | 庄克彦     | 1979年11月01日 - 1981年07月31日 | 第5航空団勤務                                   | 航空自衛隊幹部学校勤務                                                            |
|    | 内田律夫   | 1981年08月01日 - 1983年03月15日 | 航空自衛隊補給本部勤務                          | 航空自衛隊第1補給処資材計画部長                                                   |
|    | 小川一郎   | 0000年00月00日 - 1985年03月15日 |                                                 | 航空自衛隊補給本部企画室 企画監理科長                                             |
|    | 若江東美男 | 0000年00月00日 - 1986年07月31日 |                                                 | 中部航空方面隊司令部装備部計画班長                                                |
|    | 城戸明     | 1986年08月01日 - 1988年07月06日 | 航空幕僚監部装備部整備課計画班長                | 警戒航空隊副司令                                                                  |
|    | 篠原輝弘   | 1988年07月07日 - 1991年03月31日 | 航空幕僚監部装備部調達課計画班長                | 航空幕僚監部装備部調達課長                                                        |
|    | 山名捨身   | 1991年04月01日 - 1993年06月30日 | 航空幕僚監部装備部整備課 整備基準班長           | 航空幕僚監部装備部整備課長                                                        |
|    | 三好光男   | 1993年07月01日 - 1995年06月29日 | 航空幕僚監部装備部補給課計画班長                | 航空幕僚監部装備部補給課長                                                        |
|    | 大崎好仁   | 1995年06月30日 - 1997年11月30日 | 航空幕僚監部装備部装備課計画班長                | 航空幕僚監部装備部整備課長                                                        |
|    | 山川龍夫   | 1997年12月01日 - 1999年07月31日 | 航空幕僚監部装備部装備課計画班長                | 航空幕僚監部装備部装備課長                                                        |
|    | 山崎剛美   | 1999年08月01日 - 2001年06月28日 | 航空幕僚監部防衛部防衛課防衛班長                | 航空幕僚監部装備部装備課長                                                        |
|    | 村上博一   | 2001年06月29日 - 2003年07月31日 | 統合幕僚会議事務局第4幕僚室 後方補給研究班長    | 航空幕僚監部調査部調査課 情報保全室長                                             |
|    | 岩下英世   | 2003年08月01日 - 0000年00月00日 | 航空幕僚監部装備部装備課 装備調整官 兼 調整班長 |                                                                                   |
|    |            | 0000年00月00日 - 0000年00月00日 |                                                 |                                                                                   |
|    | 櫻井喜宣   | 0000年00月00日 - 2008年03月31日 |                                                 | 技術研究本部 技術開発官（航空機担当）付 次期固定翼哨戒機・次期輸送機開発室 副室長 |
|    | 平元和哉   | 2008年04月01日 - 2009年03月31日 | 航空幕僚監部人事教育部補任課 人事第1班長        | 航空幕僚監部人事教育部人事計画課 人事計画調整官 兼 企画班長                       |
|    | 長田国男   | 2009年04月01日 - 2012年03月31日 | 第1航空団整備補給群司令                         | 航空幕僚監部装備部整備課長                                                        |
|    | 廣明一郎   | 2012年04月01日 - 2014年03月31日 | 航空幕僚監部装備部整備課 整備第1班長            | 航空自衛隊第2補給処資材計画部長                                                   |
|    | 伊藤政文   | 2014年04月01日 - 2016年03月31日 | 航空幕僚監部装備部整備・補給課 整備第1班長      | 西部航空方面隊司令部装備部長                                                      |
|    | 村田稔晃   | 2016年04月01日 - 2017年04月30日 | 航空自衛隊第3補給処資材計画部長                 | 西部航空方面隊司令部装備部長                                                      |
|    | 松葉佐欣史 | 2017年05月01日 -                | 航空幕僚監部人事教育部人事計画課 制度班長       |                                                                                   |